# 葦北郡
- 令制国一覧 > 西海道 > 肥後国 > 葦北郡
- 日本 > 九州地方 > 熊本県 > 葦北郡

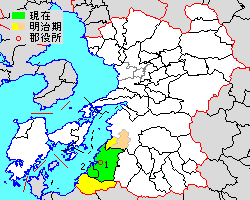
熊本県葦北郡の位置（1.芦北町 2.津奈木町 薄黄：後に他郡に編入された区域）

葦北郡（あしきたぐん）は、熊本県（肥後国）の郡。
人口17,725人、面積268.09km²、人口密度66.1人/km²。（2025年2月1日、推計人口）
以下の2町を含む。
- 芦北町（あしきたまち）
- 津奈木町（つなぎまち）

## 郡域
1879年（明治12年）に行政区画として発足した当時の郡域は、上記2町のほか、下記の区域にあたる。
- 八代市の一部（二見各町・日奈久各町・坂本町百済来上・坂本町百済来下・坂本町田上・坂本町鶴喰・坂本町川嶽）
- 水俣市の全域

## 歴史

### 近世以降の沿革
- 明治初年時点では全域が肥後熊本藩領であった。「旧高旧領取調帳」に記載されている明治初年時点での村は以下の通り。（3町201村）

田浦村、猪山村、大木場村、岩屋川内村、宮後村、赤松村（現・芦北町）、波多島村、大崎村、浜村町、横居木村、二見村、赤松村（現・八代市）、大平村、小藪村、鷹野河内村、船津村、洲口村、白島村、井牟田村、下大野村、上大野村、窪村、内野村（現・八代市）、田子崎村、平野村、日奈久村、千代永村、田野河内村、小河内村、馬越村、下塩屋村、日奈久町、田野宇楚村、上良石村、下鶴喰村、上鶴喰村、破木村、与奈久村、鎌瀬村、瀬戸石村、小川内村、船倉村、羽仁田村、久多良木村、大門瀬村、大河内村（現・芦北町大岩）、岩屋河内村、永谷村、黒岩村、上原村、内野木場村、海路村、高田辺村、吉尾村、市居原村、白石村、箙瀬村、上蔀村、佐敷村、杉谷村、宇戸村、山下村、伏木氏村、兼丸村、井手向村、井樋口村、見附村、桑原河内村、牛淵村、野々木河内村、垣内村、今村、宮浦村（現・芦北町宮浦）、松生村、塩浸村、市野瀬村、告村、長沢村、漆川内村、才木村、下白木村、上白木村、大尼田村、立川村、小田浦村、下小田浦村、宮浦村（現・芦北町小田浦）、下宮浦村、海浦村、滝上村、計石村、鶴木山村、白岩村、乙千屋村、道川内村、佐敷町、湯浦本村、橋本村、山川村、小鷺浦村、大鷺浦村、福浦村（現・芦北町）、平生村、馬場村、寺河内村、野角村、城迫村、中小場村（現・芦北町）、百木河内村、久野川村、楮ヶ迫村、長崎村、豊尺村、岡村、蔵谷村（現・芦北町）、馬出野村、井料村、上内野村、下内野村、大河内村（現・芦北町大川内）、鳥屋尾村、飛松村、中屋敷村、古田村、古道村、石間伏村、上木場村、大野村、中園村、松生村、泥泪村、杉園村、桑沢見村、中村、上原村、松岡村、山口村、桜戸村、町原村、小津奈木村（現・津奈木町岩城）、中尾村、津奈木村、日野村、乱橋村、蔵谷村（現・津奈木町）、上門村、野中村、川内村、浜村、泊村、赤崎村、福浦村（現・津奈木町）、平国村、陣内村、田平村、蕨野村、長野村、出野村、南福寺村、江添村、浜村、上初野村、下初野村、石神村、小津奈木村（現・水俣市）、早栗村、大迫村、深川村、中鶴村、気子村、深渡瀬村、宝川内村、市渡瀬村、仁王木村、桑生村、葛渡村、石坂川村、荒平村、大藪村、井良迫村、薄原村、犬鹿倉村、桜野村、渡野村、袋村、月浦村、中茂村、神川村、野川村、長崎村、大窪村、茂川村、木臼野村、頭石村、招川内村、湯鶴村、追廻村、久木野村、寒川村、古里村、中小場村（現・水俣市）、大川内村（現・水俣市）、寺床村、越小場村
- 明治初年 - 湯浦本村が改称して湯浦村となる。
- 明治4年
  - 7月14日（1871年8月29日） - 廃藩置県により熊本県（第1次）の管轄となる。
  - 11月14日（1871年12月25日） - 第1次府県統合により八代県の管轄となる。
- 明治5年（1872年） - 野々木河内村が改称して野々木村となる。
- 明治6年（1873年）
  - 1月15日 - 白川県の管轄となる。
  - 桑原河内村が改称して桑原村となる。
- 明治7年（1874年） - 以下の各村の統合が行われる。（3町131村）
  - 浜浦町 ← 大崎村、浜村町
  - 鶴喰村 ← 下鶴喰村、上鶴喰村
  - 木多良村 ← 小川内村、船倉村、羽仁田村
  - 女島村 ← 小鷺浦村、大鷺浦村、福浦村（現・芦北町）、平生村
  - 福浜村 ← 浜村、泊村、赤崎村、福浦村（現・津奈木町）、平国村
  - 岩城村 ← 中村、上原村、松岡村、山口村、桜戸村、町原村、小津奈木村（現・津奈木町岩城）
  - 千代村 ← 上門村、野中村、川内村
  - 初野村 ← 上初野村、下初野村
  - 湯出村 ← 大窪村、頭石村、招川内村、湯鶴村、追廻村
  - 猪山村・大木場村・岩屋川内村・宮後村・赤松村（現・芦北町）が田浦村に、大平村が赤松村（現・八代市）に、鷹野河内村が小藪村に、船津村・白島村が洲口村に、平野村が田子崎村に、下塩屋村が馬越村に、岩屋河内村が大河内村（現・芦北町大岩）に、永谷村が黒岩村に、内野木場村・高田辺村が海路村に、市居原村が吉尾村に、上蔀村が箙瀬村に、下小田浦村が小田浦村に、下宮浦村が宮浦村（現・芦北町小田浦）に、滝上村が海浦村に、橋本村・山川村が湯浦村に、中尾村・日野村・乱橋村・蔵谷村（現・津奈木町）が津奈木村に、蕨野村が田平村に、出野村が長野村に、石神村が小津奈木村（現・水俣市）に、早栗村が大迫村に、気子村が中鶴村に、仁王木村・桑生村が市渡瀬村に、荒平村・大藪村が石坂川村に、井良迫村が葛渡村に、犬鹿倉村・桜野村が薄原村に、中茂村が月浦村に、神川村が袋村に、野川村・茂川村・木臼野村が長崎村に、寒川村が久木野村に、中小場村（現・水俣市）が古里村に、寺床村が大川内村（現・水俣市）にそれぞれ合併。
- 明治8年（1875年）12月10日 - 熊本県（第2次）の管轄となる。同年、以下の各村の統合が行われる。（3町104村）

- 内野村（現・芦北町） ← 上内野村、下内野村
- 花岡村 ← 佐敷村、杉谷村、宇戸村、山下村
- 八幡村 ← 兼丸村、井手向村、井樋口村、見附村
- 田川村 ← 牛淵村、野々木村、垣内村、今村
- 天月村 ← 長沢村、才木村
- 角割村 ← 漆川内村、桑沢見村
- 白木村 ← 下白木村、上白木村
- 宮崎村 ← 馬場村、寺河内村、

- 富永村 ← 城迫村、中小場村（現・芦北町）
- 丸山村 ← 久野川村、楮ヶ迫村、長崎村、豊尺村
- 岡井村 ← 岡村、井料村
- 倉馬村 ← 蔵谷村（現・芦北町）、馬出野村
- 畑中村 ← 飛松村、中屋敷村
- 古石村 ← 古田村、古道村、石間伏村、上木場村
- 立野村 ← 中園村、松生村
- 国見村 ← 泥泪村、杉園村

- 鳥屋尾村が大河内村（現・芦北町大川内）に合併。

- 明治9年（1876年） - 以下の各村の統合が行われる。（3町83村）

- 野田崎村 ← 内野村（現・八代市）、田子崎村
- 千小田村 ← 千代永村、田野河内村、小河内村
- 田上村 ← 上良石村、田野宇楚村［一部］
- 川内村 ← 破木村、与奈久村、鎌瀬村、瀬戸石村

- 豊岡村 ← 野角村、岡井村
- 米田村 ← 百木河内村、富永村
- 高岡村 ← 大河内村（現・芦北町大川内）［旧・鳥屋尾村］、畑中村

- 大河内村の残部が改称して大川内村（現・芦北町大川内）となる。
- 小藪村が赤松村（現・八代市）に、上大野村・窪村が下大野村に、内野村（現・芦北町）・倉馬村が大河内村（現・芦北町大川内）に、馬越村が日奈久村に、大門瀬村が久多良木村に、角割村が告村に、宮浦村（現・芦北町小田浦）が小田浦村に、田平村が陣内村に、深渡瀬村が市渡瀬村に、渡野村が中鶴村に、立野村が大野村にそれぞれ合併。
- 田野宇楚村が分割し、一部が田上村、残部が久多良木村に合併。
- 大河内村（現・芦北町大岩）が改称して大岩村となる。
- 大川内村（現・水俣市）が改称して大川村となる。

- 明治12年（1879年）
  - 1月20日 - 郡区町村編制法の熊本県での施行により、行政区画としての葦北郡が発足。郡役所が佐敷村に設置。
  - 木多良村が改称して小川内村となる。
  - 川内村が改称して川岳村となる。
- 明治14年（1881年） - 浜浦町が改称して田浦町となる。

### 町村制以降の沿革

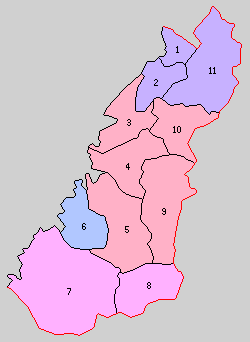
1.日奈久村 2.二見村 3.田浦村 4.佐敷村 5.湯浦村 6.津奈木村 7.水俣村 8.久木野村 9.大野村 10.吉尾村 11.百済来村（紫：八代市 桃：水俣市 赤：芦北町 青：合併なし）

- 明治22年（1889年）4月1日 - 町村制の施行により、以下の各村が発足。（11村）
  - 日奈久村 ← 日奈久町、千小田村、日奈久村（現・八代市）
  - 二見村 ← 洲口村、下大野村、二見村、野田崎村、赤松村（現・八代市）
  - 田浦村 ← 田浦町、田浦村、小田浦村、海浦村、横居木村、波多島村、井牟田村（現・芦北町）
  - 佐敷村 ← 鶴木山村、計石村、白岩村、道川内村、乙千屋村、佐敷町、花岡村、宮浦村、八幡村、桑原村、松生村、大尼田村、立川村、伏木氏村、田川村（現・芦北町）
  - 湯浦村 ← 湯浦村、女島村、丸山村、米田村、豊岡村、大川内村、高岡村、古石村、宮崎村（現・芦北町）
  - 津奈木村 ← 岩城村、津奈木村、千代村、福浜村、小津奈木村［一部］（現・津奈木町）
  - 水俣村 ← 小津奈木村［一部］、大迫村、初野村、陣内村、長野村、中鶴村、深川村、薄原村、葛渡村、石坂川村、市渡瀬村、宝川内村、浜村、江添村、南福寺村、袋村、湯出村、月浦村、長崎村（現・水俣市）
  - 久木野村 ← 久木野村、古里村、大川村、越小場村（現・水俣市）
  - 大野村 ← 塩浸村、白木村、天月村、白石村、告村、市野瀬村、大野村、国見村（現・芦北町）
  - 吉尾村 ← 大岩村、黒岩村、上原村、海路村、吉尾村、箙瀬村（現・芦北町）
  - 百済来村 ← 小川内村、久多良木村、田上村、鶴喰村、川岳村（現・八代市）
- 明治29年（1896年）6月1日 - 郡制を施行。
- 明治35年（1902年）4月1日 - 日奈久村が町制施行して日奈久町となる。（1町10村）
- 明治36年（1903年）11月18日 - 佐敷村が町制施行して佐敷町となる。（2町9村）
- 大正元年（1912年）12月1日 - 水俣村が町制施行して水俣町となる。（3町8村）
- 大正12年（1923年）4月1日 - 郡会が廃止。郡役所は存続。
- 大正15年（1926年）7月1日 - 郡役所が廃止。以降は地域区分名称となる。
- 昭和24年（1949年）4月1日 - 水俣町が市制施行して水俣市となり、郡より離脱。（2町8村）
- 昭和26年（1951年）10月1日 - 湯浦村が町制施行して湯浦町となる。（3町7村）
- 昭和30年（1955年）
  - 1月1日 - 佐敷町・大野村・吉尾村が合併して葦北町が発足。（3町5村）
  - 4月1日 - 日奈久町が八代市に編入。（2町5村）
- 昭和31年（1956年）9月1日 - 久木野村が水俣市に編入。（2町4村）
- 昭和32年（1957年）1月1日 - 二見村が八代市に編入。（2町3村）
- 昭和33年（1958年）4月1日 - 田浦村が町制施行して田浦町となる。（3町2村）
- 昭和36年（1961年）4月1日 - 百済来村が八代郡上松求麻村・下松求麻村と合併して八代郡坂本村が発足。（3町1村）
- 昭和38年（1963年）4月1日 - 津奈木村が町制施行して津奈木町となる。（4町）
- 昭和45年（1970年）11月1日 - 葦北町・湯浦町が合併して葦北町が発足。即日芦北町に改称。（3町）
- 平成17年（2005年）1月1日 - 田浦町・芦北町が合併し、改めて芦北町が発足。（2町）

### 変遷表
| 明治22年以前 | 明治22年4月1日 | 明治22年 - 昭和19年   | 昭和20年 - 昭和29年  | 昭和30年 - 昭和39年                | 昭和40年 - 昭和63年    | 平成元年 - 現在             | 現在     |
| ------------ | -------------- | --------------------- | -------------------- | ---------------------------------- | ---------------------- | --------------------------- | -------- |
|              | 日奈久村       | 明治35年4月1日 町制   | 日奈久町             | 昭和30年4月1日 八代市に編入        |                        | 平成17年8月1日 八代市の一部 | 八代市   |
|              | 二見村         | 二見村                | 二見村               | 昭和32年1月1日 八代市に編入        |                        | 平成17年8月1日 八代市の一部 | 八代市   |
|              | 百済来村       | 百済来村              | 百済来村             | 昭和36年4月1日 八代郡 坂本村の一部 |                        | 平成17年8月1日 八代市の一部 | 八代市   |
|              | 佐敷村         | 明治36年11月18日 町制 | 佐敷町               | 昭和30年1月1日 葦北町              | 昭和45年11月1日 芦北町 | 平成17年1月1日 芦北町       | 芦北町   |
|              | 大野村         | 大野村                | 大野村               | 昭和30年1月1日 葦北町              | 昭和45年11月1日 芦北町 | 平成17年1月1日 芦北町       | 芦北町   |
|              | 吉尾村         | 吉尾村                | 吉尾村               | 昭和30年1月1日 葦北町              | 昭和45年11月1日 芦北町 | 平成17年1月1日 芦北町       | 芦北町   |
|              | 湯浦村         | 湯浦村                | 昭和26年10月1日 町制 | 湯浦町                             | 昭和45年11月1日 芦北町 | 平成17年1月1日 芦北町       | 芦北町   |
|              | 田浦村         | 田浦村                | 田浦村               | 昭和33年4月1日 町制                | 田浦町                 | 平成17年1月1日 芦北町       | 芦北町   |
|              | 津奈木村       | 津奈木村              | 津奈木村             | 昭和38年4月1日 町制                | 津奈木町               | 津奈木町                    | 津奈木町 |
|              | 水俣村         | 大正1年12月1日 町制   | 昭和24年4月1日 市制  | 水俣市                             | 水俣市                 | 水俣市                      | 水俣市   |
|              | 久木野村       | 久木野村              | 久木野村             | 昭和31年9月1日 水俣市に編入        | 水俣市                 | 水俣市                      | 水俣市   |

## 行政
歴代郡長
| 代 | 氏名 | 就任年月日                | 退任年月日                | 備考                   |
| -- | ---- | ------------------------- | ------------------------- | ---------------------- |
| 1  |      | 明治12年（1879年）1月20日 |                           |                        |
|    |      |                           | 大正15年（1926年）6月30日 | 郡役所廃止により、廃官 |

## 産業

### 林業
江戸時代より良質なクロマツ材の産地として知られ、明治時代中頃から北九州地方一帯の炭鉱開発が盛んになると支保工に使用する坑木の供給地となった。人工林として植栽された樹種は、アカマツよりはクロマツの方が多く、アイグロマツ系のモドウマツも植栽された。大規模な山林所有者は少なく、小規模な農家林業経営により短伐期施業が行われた。20世紀後半に炭鉱の閉鎖が相次いだこと、マツクイムシ被害が深刻化したことから次第にスギやヒノキへの樹種転換が行われた。

## 関連文献
- 熊本県教育会葦北郡支会『葦北郡誌』田中城資、1926年。NDLJP:1020205。